# Coscomatepec
Coscomatepec là một đô thị thuộc bang Veracruz, México. Năm 2005, dân số của đô thị này là 47013 người.